# Ammoniakgummi

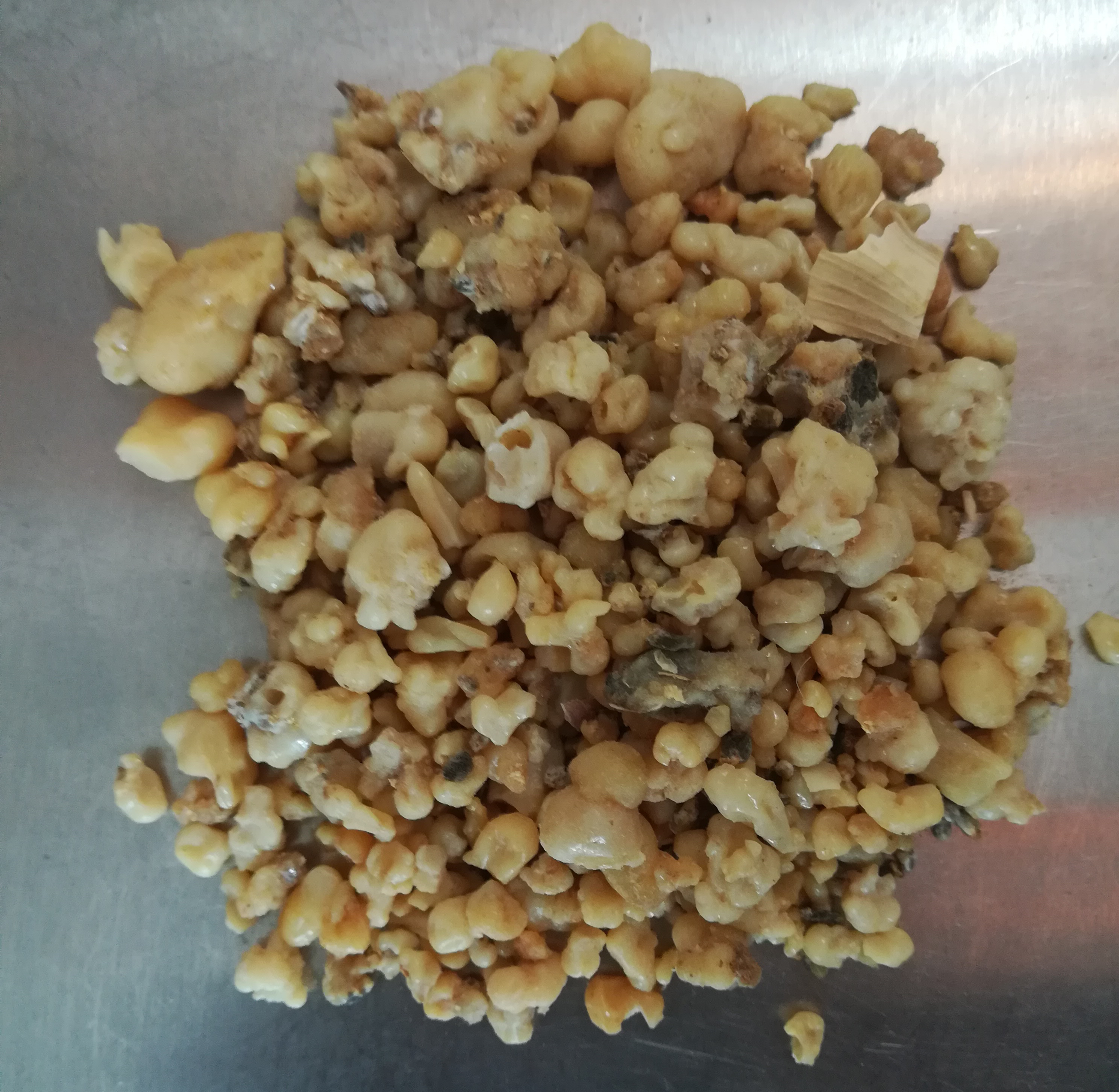
Ammoniakgummi

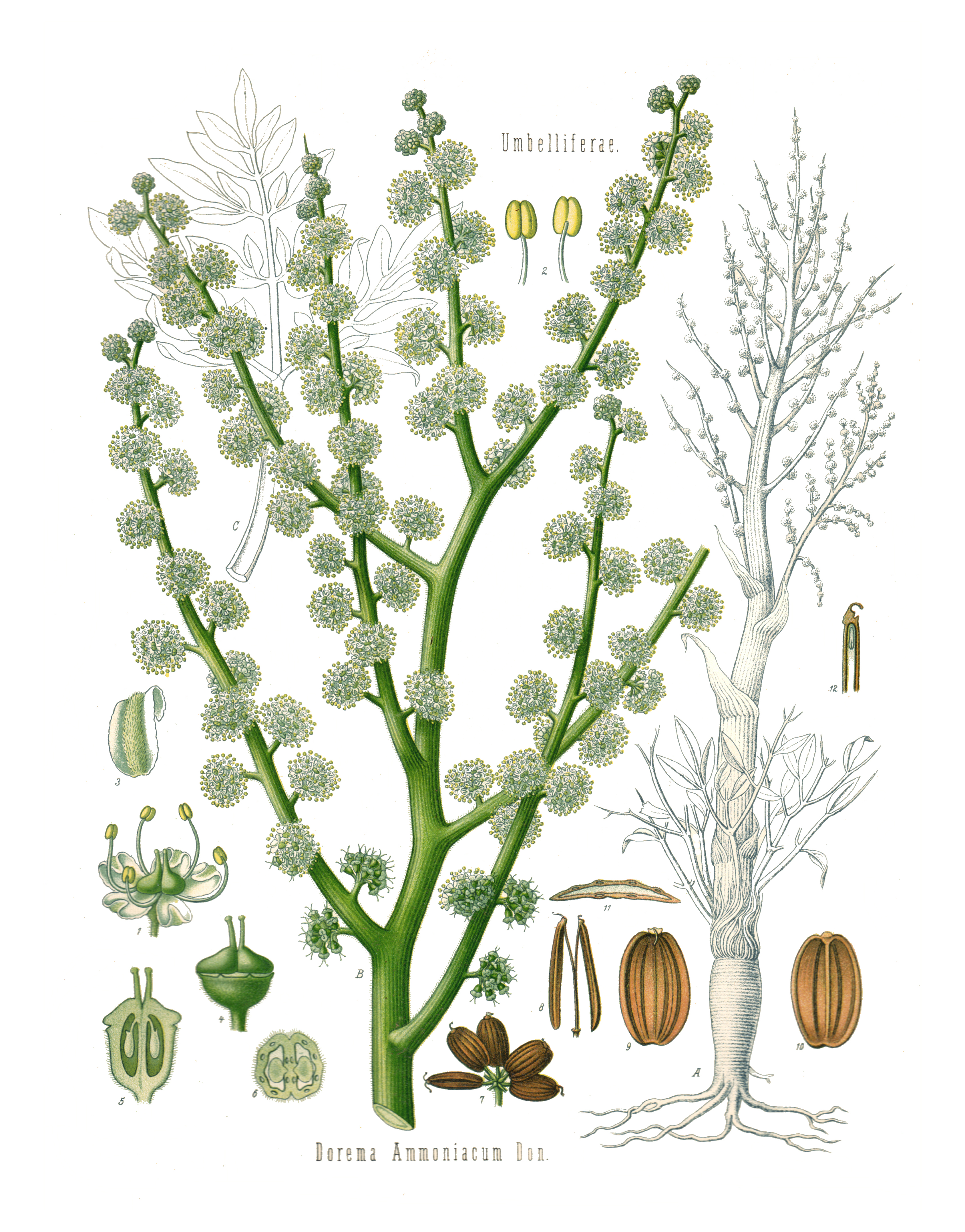
Dorema ammoniacum D.Don

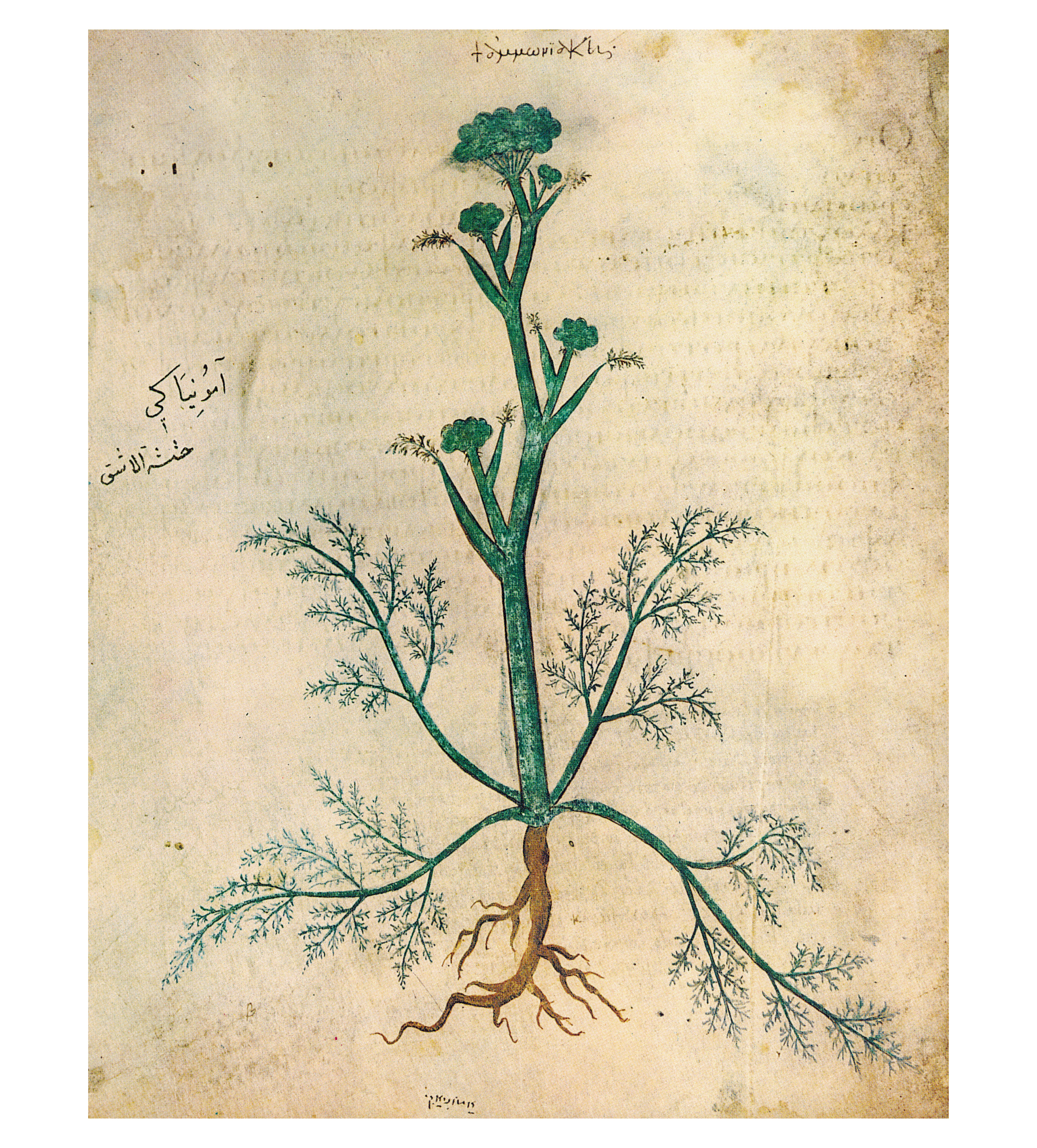
Wiener Dioskurides 6. Jahrhundert. Ammoniake

Ammoniakgummi, Ammoniakharz oder Ammoniacum, auch Armenisches Gummi (lateinisch Armeniacum und Armoniacum) genannt, ist ein Gummiharz, das aus den Stängeln der in den Steppen von Iran, Turkestan, Afghanistan und Sibirien wild wachsenden, mannshohen Ammoniakpflanze (Dorema ammoniacum D.Don, Synonym: Ferula ammoniacum) aus der Familie der Doldenblütler (Apiaceae, auch Umbelliferen genannt), spontan austritt und erstarrt. Auch andere Arten von Dorema (Synonym: Ferula) wie Dorema aucheri (Synonym: Ferula aucheri) und Ferula tingitana L. gelten als Lieferanten der Droge. Die Art Dorema ammoniacum wurde 1832 durch David Don erstmals beschrieben.
Im Mittelalter und in der Frühen Neuzeit wurde dieses Harz (bzw. Gummiharz persischer Umbelliferen) auch als Gummi armoniacum sowieArmoniac und Armoniacum bezeichnet.
Das gelblich-bräunliche bis orangefarbige Gummiharz mit bitter-scharfem, aromatischem Geschmack hat einen eigentümlichen, etwas unangenehmen Geruch. Es wurde bis zum Beginn des 20. Jahrhunderts für medizinische Zwecke genutzt. Heute dient es noch außerhalb des medizinischen Bereichs als Räucherwerk.
Dioskurides, Plinius und Galen kannten bereits ein Ammoniacum, das von einer Pflanze gewonnen wurde, die in Libyen in der Nähe des „Jupiter-Ammon-Tempels“ in der Oase Siwa wuchs, wovon die Droge auch ihren Namen erhielt. Diese nordafrikanische Pflanze wird als Ferula tingitana gedeutet. Sie wird noch heute in Marokko zu Räucherungen verwendet. Dioskurides schrieb dem Gummiharz dieser Pflanze eine erweichende, reizende und Geschwülste zerteilende Kraft zu. Damit könne es den Embryo austreiben, die verhärtete Milz und die verhärtete Leber erweichen, Glieder- und Ischiasschmerzen lindern, Atemnot lösen, Wasser in der Lunge beseitigen sowie weiße Flecken auf den Augen und Rauheit der Augenlider heilen. Äußerlich aufgelegt sollte das Gummiharz „Gelenkknoten“ zum Verschwinden bringen. Plinius, Galen und Alexander von Tralleis in der Spätantike, aber auch die arabischen Ärzte des Mittelalters bezogen ihre Indikationsangaben für das Ammoniacum von Dioskurides.
Im lateinischen Mittelalter wurde die Droge lediglich im Circa instans erwähnt. Das Circa instans entstand im 12. Jahrhundert in Salerno. Die darin aufgeführte Beschreibung des Ammoniacum entstammte überwiegend dem aus arabischen Quellen geschöpften Liber de gradibus simplicium des Constantinus africanus. Ebenfalls auf arabischer Quelle (Pseudo-Serapion) aufbauend wurde Ammoniacum in den Mainzer Kräuterbuchinkunabeln Gart der Gesundheit (1485) und Hortus sanitatis (1491) beschrieben.
In der medizinischen Praxis des nordeuropäischen Mittelalters scheint die Gummiharzdroge keine große Rolle gespielt zu haben. Erst im 18. und 19. Jahrhundert war das Ammoniacum vermehrt in den Arzneibüchern nachzuweisen. Auch hier waren es vornehmlich die seit Dioskurides überlieferten Heilanzeigen, für welche die Gummiharzdroge empfohlen wurde, insbesondere für Bronchialkatarrhe und Atembeschwerden, sowie als Bestandteil von gelinde reizenden Pflastern.